# Volverse Palestina (libro de 2014)
Volverse Palestina: seguido de Volvernos otros, o de acuerdo al título de portada, sencillamente Volverse Palestina, es el tercer libro de no ficción de la escritora chilena Lina Meruane, publicado en 2014 por la editorial Penguin Random House.
Este libro es una ampliación de su anterior libro de no ficción, Volverse Palestina, publicado el año anterior y que contenía su crónica de viaje en su viaje a Palestina en busca de sus raíces familiares, en medio de las tensiones previas al conflicto entre la Franja de Gaza e Israel de 2014. Dicho texto aquí está firmado en Nueva York, 2013. En este libro, con el nuevo conflicto ya desatado, se incluye además el ensayo «Volvernos otros», firmado en Nueva York, 2014, en el que la autora aborda el poder del lenguaje y de lo no dicho del conflicto, empleando textos de escritores, intelectuales y estudiosos del conflicto israelí-palestino, tales como Amos Oz, Noam Chomsky, Mario Vargas Llosa, David Grossman, la antropóloga Julie Peteet, o la abogada judía Leah Tsemel, que defiende a inculpados palestinos.
Al primer texto, dedicado a su padre —a quien debe su origen palestino— y a sus amigos «A» y «Z», se suma la dedicatoria de «Volvernos otros» a la escritora y abogada chilena Alia Trabucco Zerán y a la periodista Tali Feld Gleiser.

## Estructura y contenido
El libro está dividido en la crónica de viaje «Volverse Palestina», que consta de tres partes subdivididas en secciones breves, y el ensayo «Volvernos otros», sin capítulos pero también dividido en pequeñas secciones tituladas.

### Volverse Palestina
Consta de los siguientes capítulos:
1. «La agonía de las cosas». La autora inicia una búsqueda de sus raíces árabes con su familia chilena.[9]
2. «El llamado palestino». Lina decide viajar a Palestina desde su hogar en Nueva York. Palestina, la tierra de su familia paterna fracturada por el sionismo, que también es su tierra. Un escritor conocido por ella, judío y casado con una palestina musulmana, la invita a quedarse en su casa, pero desiste de escribir sobre su vida allí por miedo a los extremismos.[10]
3. «Palestina en pedazos». Lina visita Palestina e Israel entre una dura y constante represión militar israelí. Se hospeda en Jaffa, en casa de Ankar, su conocido escritor. Junto con Zima, su esposa, visita a parientes buscando sus raíces y al territorio (Tel Aviv, Jerusalén, Beit Jala, Hebrón) para intentar comprender el horror.[11]

La crónica acaba con una pequeña nota explicativa sobre el origen del texto y su desenlace.

### Volvernos otros
Regreso mental a Palestina, un año después de su estadía física. Recorre un Hebrón arrasado por los israelíes donde aún yace abandonada la casa de su abuelo. Piensa en sus vecinos judíos de Nueva York y sus trágicas historias del Holocausto, de ese shoah que los israelitas han usado como excusa para exterminar a los palestinos. A partir de sus notas de intelectuales y expertos, reflexiona sobre cómo el uso del lenguaje y la instalación de discursos actúan como normalizadores, justificadores y revisionismos del horror. También habla de los desalojos y la represión del apartheid israelí que busca exterminar al pueblo palestino. Acaba con reflexiones sobre qué significa alcanzar la paz y el acuerdo, y qué es el compromiso del escritor.
El texto finaliza con un breve texto que refiere a terribles sucesos en curso producto del conflicto entre la Franja de Gaza e Israel de 2014, que le impidieron realizar su segundo viaje a la tierra de sus abuelos.
El libro cierra con una nota de agradecimientos, que funciona a su vez como bibliografía y filmografía de referencia para el ensayo «Volvernos otros».

## Historia editorial

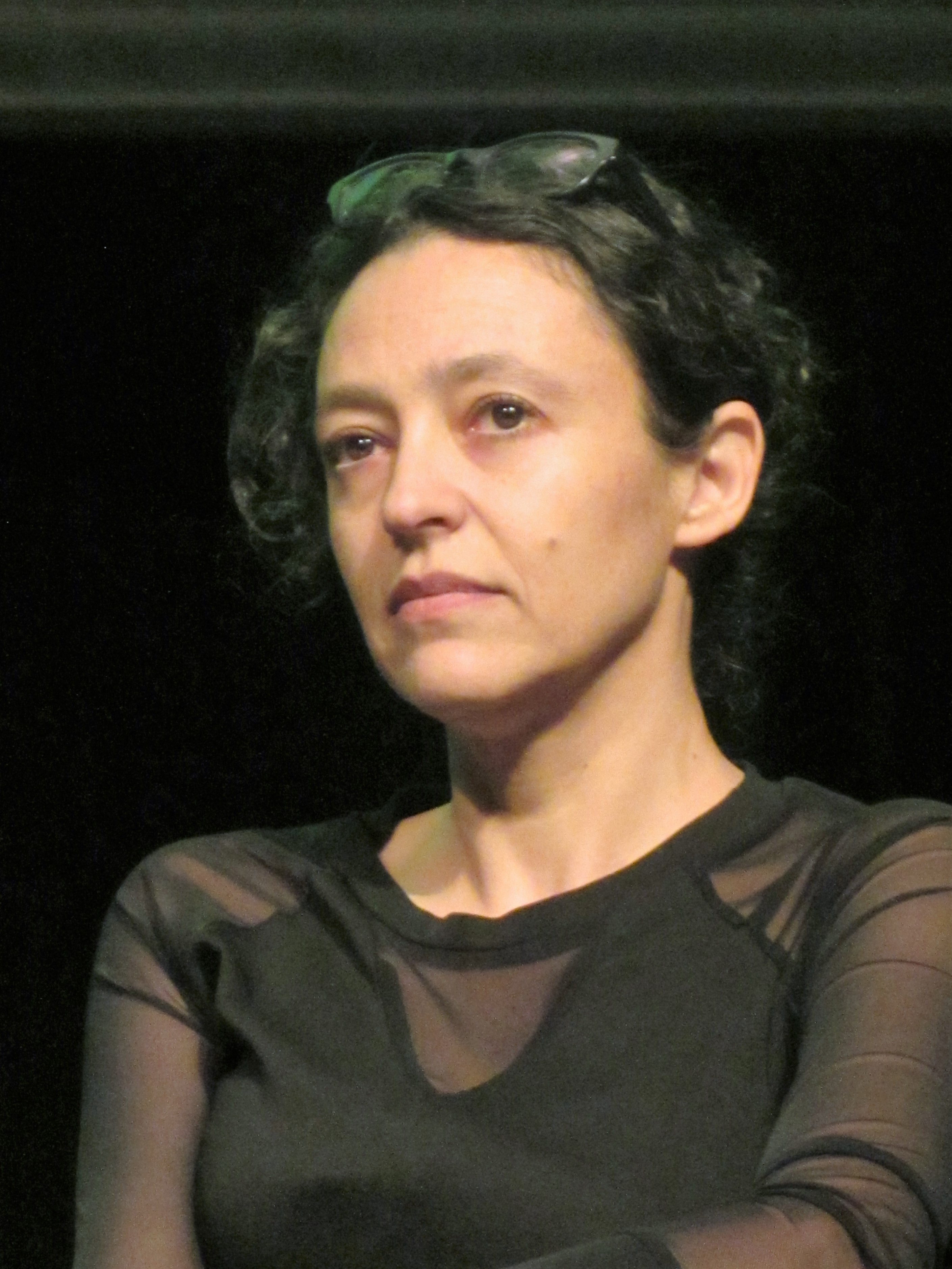
La autora Lina Meruane en Valparaíso en 2016

Una versión abreviada de la primera parte del libro, «Volverse Palestina», apareció inicialmente en Chile en 2012, en la antología Mujeres que viajan solas, que recoge 15 crónicas de periodistas como Claudia Aldana, María José Viera-Gallo, Josefina Licitra, Pepa Valenzuela, Sabine Drysdale o Gabriela Wiener, entre otras, publicadas en la revista Domingo de El Mercurio. Dicha antología fue publicada como libro por Aguilar Chilena de Ediciones S.A. En 2013, la versión completa de dicha crónica se publicó en la colección «Dislocados» de la editorial mexicana Literal Publishing, junto con el Consejo Nacional para la Cultura y las Artes (Conaculta).
Este libro, que además incluye «Volvernos otros», fue publicado en Santiago de Chile el 1 de octubre de 2014 por la editorial Penguin Random House. El mismo año se publicó también en Barcelona a través de Random House Mondadori, y al año siguiente de editó en Buenos Aires. Ha sido traducido a otros idiomas, como el alemán, con traducción de Susanne Lange (Berenberg Verlag).
Más tarde, en 2022 y por la misma editorial se publicó Palestina en pedazos, que a «Volverse Palestina» y «Volvernos otros» añade un tercer texto, titulado «Rostros en mi rostro».

## Premios
- 2015: Premio del Instituto Chileno Árabe de Cultura[23]